# Elise Krinitz

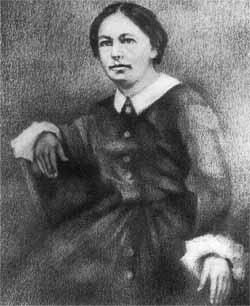
Elise Krinitz

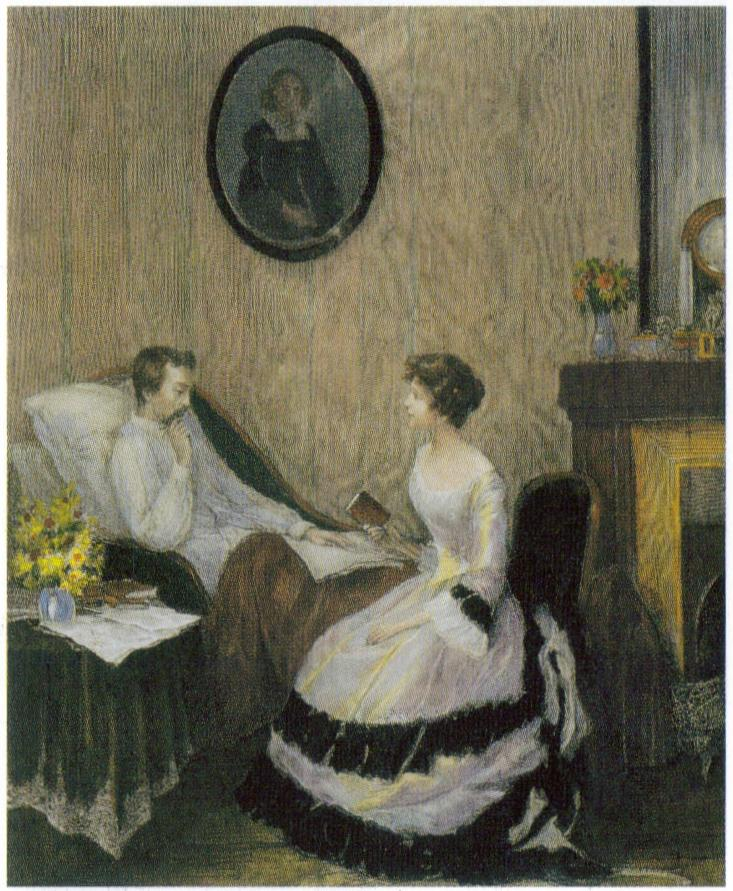
Heinrich Lefler: Elise Krinitz an Heines Krankenbett (postumes Fantasiebild, ohne Jahr)

Elise Krinitz (* 22. März 1825 als Johanna Christiana Müller in Belgern, Königreich Preußen; † 7. August 1896 in Orsay, Frankreich) war eine deutsch-französische Schriftstellerin und die letzte Liebe Heinrich Heines, der ihr den Kosenamen Mouche gab.

## Identität und Lebensweg
Elise Krinitz’ Identität war lange umstritten; sie selbst hat durch zahlreiche Pseudonyme und Mystifikationen dafür gesorgt. Inzwischen gilt als relativ gesichert, dass sie unter dem Namen Johanna Christiana Müller geboren und vom Vater, einem Webermeister, nach dem Tod ihrer Mutter im Wochenbett zur Adoption freigegeben und umbenannt wurde. Ihre Adoptiveltern waren Adolph Traugott Krinitz († 19. September 1862 in Paris) und Emilie Krinitz, geb. Koch, die seit 1822 überwiegend in Paris lebten. Das Kirchenbuch von Belgern verzeichnet unter dem 30. April 1825 die Umbenennung in Adolphine Emilie Elise Krinitz. Das Mädchen wuchs in Paris auf, doch sorgte die deutsche Adoptivmutter für zahlreiche Besuche in der sächsischen Heimat, an die Elise Krinitz sich später auch durchaus noch erinnern konnte, obwohl sie eine andere Familiengeschichte fingierte.
Nachdem sie erwachsen geworden war, lebte Elise als Pianistin, Komponistin und Publizistin in Paris. Allerdings hielt sie sich selbst nicht für übermäßig musikalisch; wie sie ihr Dasein finanzierte – der Adoptivvater, der nach Amerika ausgewandert war, aber erfolglos zurückkehrte und verarmt im Jahr 1862 starb, konnte ihr und ihrer Adoptivmutter kaum etwas hinterlassen –, ist unbekannt. Sie versuchte Kontakte zu Prominenten aus kulturschaffenden Kreisen zu knüpfen, vor allem zu Alfred Meißner, der ihre Zuneigung aber nicht erwiderte. Von 1850 bis 1853 lebte sie – angeblich mit einem wohlhabenden Franzosen verehelicht – in England, kehrte dann aber nach Paris zurück und begann ihre platonische Beziehung zu Heinrich Heine. Für Meißner wurde sie dadurch kurzfristig tatsächlich interessant, doch beendete er das Verhältnis schon 1857 wieder, als keine weiteren Gewinne durch Informationen und Materialien über Heine mehr zu erwarten waren.
Elise Krinitz, die nun unter verschiedenen Pseudonymen, besonders als Camille – einem „geschlechtsneutralen“ Vornamen – bzw. Camilla Selden zu publizieren begann, fing 1858 eine Liaison mit Hippolyte Taine an, die 1868 auf Taines Betreiben endete. Zwar betätigte sich Elise Krinitz weiterhin als Schriftstellerin, nahm aber 1882 auch eine Stelle als Lehrerin für deutsche Sprache in Rouen an, wodurch sie endlich finanziell abgesichert, wenn auch nicht gerade glücklich war. Sie starb 71-jährig an ihrem Ferienort Orsay südlich von Paris.

## Die Begegnung mit Heine

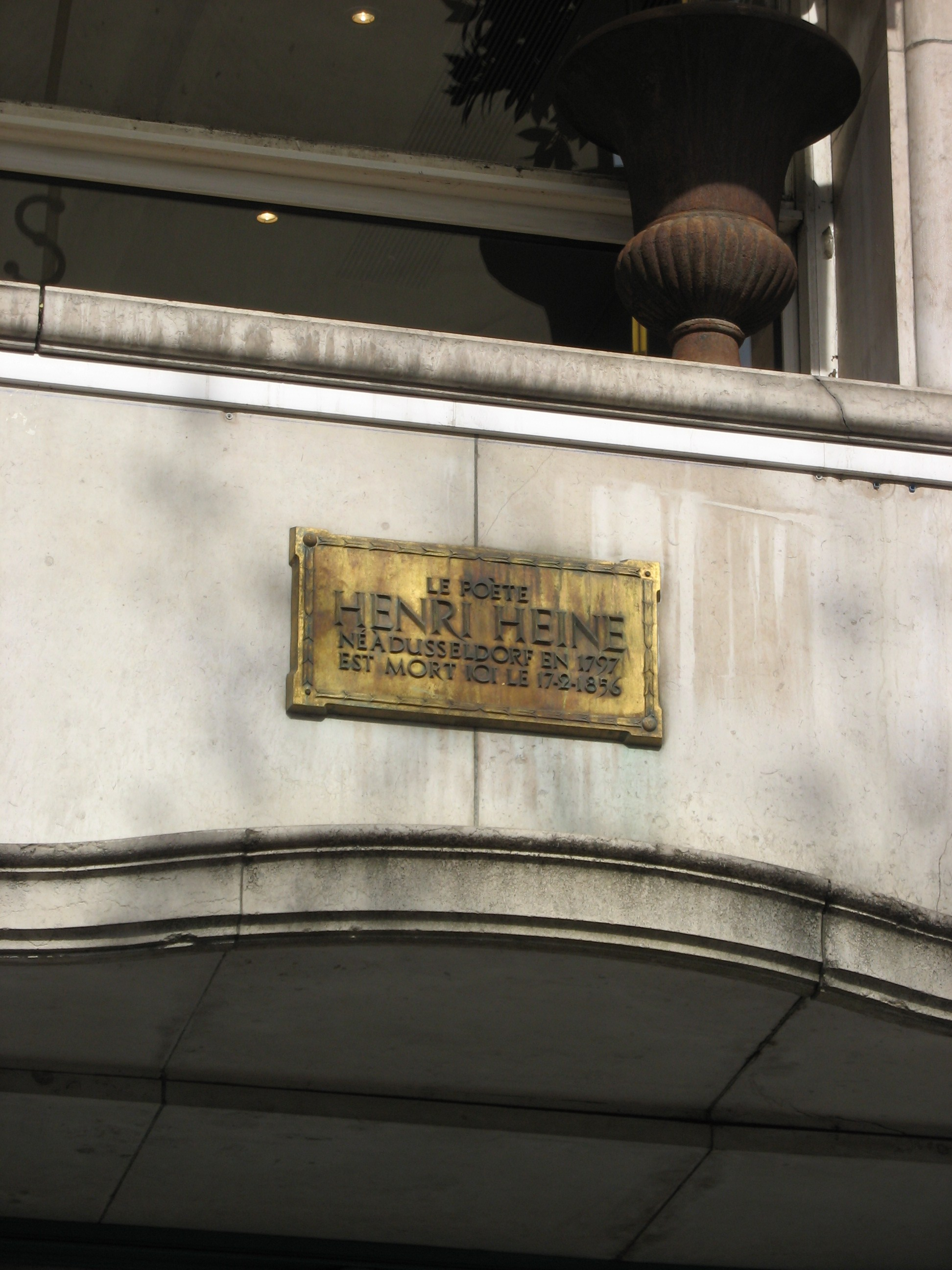
Henri Heine est mort ici, Avenue Matignon Nr. 3

Der erste Besuch bei Heine fand am 19. Juni 1855 in seiner Pariser Wohnung statt; der letzte fünf Tage vor seinem Tod. Vorangegangen war ein Briefwechsel zwischen Margareth, wie sie zunächst unterschrieb, und dem todkranken Dichter. Heine nannte seine letzte Geliebte allerdings weder Elise noch Margarethe, sondern Mouche (französisch: „Fliege“), da sie ihre Botschaften mit einem Fliegen-Petschaft siegelte.
Es gibt allerdings auch andere Versionen des Beginns der Liebesgeschichte. Johann Vesque von Püttlingen, so die Autorin selbst, habe sie beauftragt, ein Päckchen mit Noten bei dem Dichter abzugeben; aus dieser Begegnung sei ihre Beziehung entstanden. Wieder eine andere Variante berichtet, Elise Krinitz habe Heine kennengelernt, nachdem dieser eine Annonce aufgegeben hatte, in der er nach einer Vorleserin und Sekretärin suchte.
25 Briefe Heines, die von seiner starken emotionalen Bindung an Mouche zeugen, sind erhalten, dazu vier Antworten. Während Elise Krinitz sich in ihren Briefen und auch in ihren Memoiren eher zurückhaltend gab, beklagte Heine, durch seine Krankheit – er litt möglicherweise unter weit fortgeschrittener MS; eine Haaranalyse von 1997 hat auf eine Bleivergiftung hingedeutet – zur Tatenlosigkeit verurteilt und auf eine rein geistige Liebe beschränkt zu sein. Auch seine fünf Gedichte an die Mouche, die sich im Nachlass fanden, haben diesen Tenor. Diese Gedichte gelten als die einzigen persönlich motivierten bzw. adressierten Liebesgedichte Heines.
Als „Die Mouche“ tritt die Figur der Elise Krinitz in Günter Bialas’ Oper Aus der Matratzengruft auf.

## Werke

### Originalausgaben
- Daniel Vlady. Histoire d’un musicien, Charpentier, Paris 1862
- L’esprit des femmes de notre temps, 1865 archive.org
- La musique en Allemande. Mendelssohn, 1867 archive.org
- L’esprit moderne en Allemagne, Didier, Paris 1869 archive.org
- En route
- Heinrich Heine’s letzte Tage / Les derniers jours de Henri Heine / The Last Days of Heinrich Heine,
  - Heinrich Heine’s letzte Tage – Erinnerungen, Jena 1884, aus dem Französischen, 4+104? S. archive.org, Digitalisat
  - Derniers jours de Henri Heine, Paris 1884, 125 S. archive.org
  - The last days of Heinrich Heine, London 1884, ins Englische übersetzt von Clare Brun, 118 S. archive.org
- Mémoires de la Mouche, 1884

### Als Übersetzerin
- Johann Wolfgang von Goethe: Les affinités électives, Paris 1872 archive.org